# Franz Hubert von Tiele-Winckler
Franz Hubert von Tiele-Winckler (ur. 10 marca 1857 w Miechowicach, zm. 14 grudnia 1922 w Lucernie) – niemiecki szlachcic, starosta powiatu prudnickiego, hrabia von Tiele-Winckler, odpowiedzialny za współczesny wygląd pałacu w Mosznej.

## Życiorys

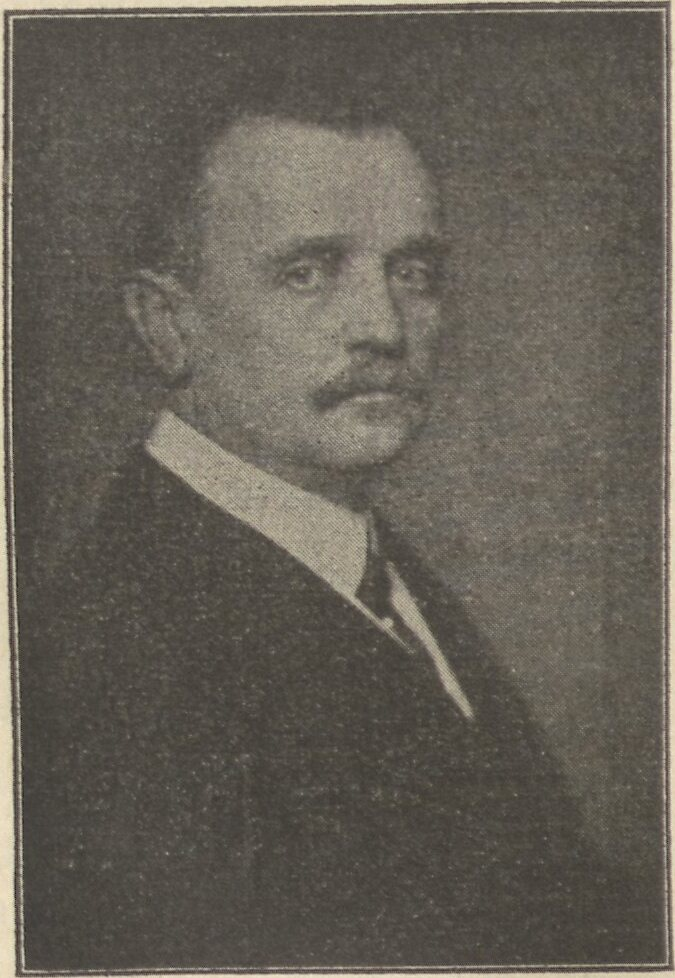
Franz Hubert von Tiele-Winckler jako starosta powiatu prudnickiego

Syn Huberta von Tiele-Winckler i jego żony Waleski von Winckler. Brat Evy. 25 sierpnia 1886 w Chorwacji ożenił się z Jelką Marką Clementine Geogine von Lepel. Małżeństwo miało pięcioro dzieci: córki Jelkę, Hubertę, Wendulę, Waleskę i syna Clausa-Huberta.
W latach 1886–1892 Franz Hubert von Tiele-Winckler piastował urząd starosty powiatu prudnickiego. Po śmierci ojca w 1893 odziedziczył majątek w Mosznej. 25 czerwca 1895 otrzymał od cesarza Wilhelma II tytuł pruskiego hrabiego z prawem primogenitury. W 1895 jego majątek wynosił około 19 milionów marek, a w 1912 – około 87 milionów.
W 1896 dokonał połączenia kilkunastu małych kopalń i pól górniczych, tworząc pole górnicze Reserve o powierzchni wynoszącej blisko 23 km². Współfinansował powstanie linii kolejowej łączącej Prudnik z Gogolinem.

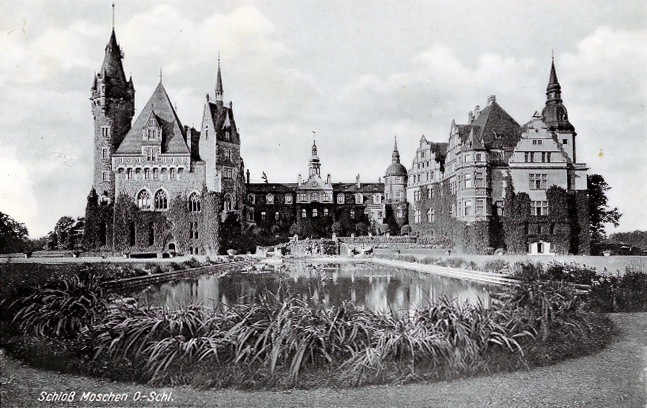
Pałac w Mosznej po odbudowie

W nocy z 2 na 3 czerwca 1896 z nieokreślonych przyczyn w Mosznej wybuchł pożar. Barokowy pałac wówczas częściowo spłonął. Franz Hubert przystąpił do odbudowy pałacu. Budowa obecnego obiektu zrealizowana została w dwóch fazach. Pierwsza, przypadająca na lata 1896–1900, obejmowała odbudowę spalonej części środkowej oraz dobudowę masywu skrzydła wschodniego w stylu neogotyckim. Faza druga, czyli lata 1913–1914, to dobudowa skrzydła zachodniego w stylu neorenesansowym.
W 1904, 1911 oraz 1912 roku gościem podczas polowań urządzanych przez Franza Huberta był cesarz Wilhelm II.
Zmarł 14 grudnia 1922. Jego majątek odziedziczył Claus-Hubert von Tiele-Winckler.